# Forza Horizon 2
『Forza Horizon 2』（フォルツァ ホライゾン 2）は、マイクロソフトより2014年10月2日に発売されたXbox One、Xbox 360用レーシングシミュレータゲーム。Xbox Oneで発売されたForza Motorsport 5のスピンオフ作品であり、Forza Horizonの続編。

## 概要
Forza Horizonの続編だが、200台以上の車を収録し、アマルフィ海岸に面した南ヨーロッパのイタリアおよびフランスのニース周辺の地中海沿岸のリヴィエラ地方に舞台が移されるなど、前作からいくつか変更点がみられる。Forza Motorsports 5から実装された学習AIのDrivatarシステムが本作にも導入されている。(Xbox One版のみ)
またタイトル名は同じであるが、Xbox One版とXbox 360版との間には、Drivatarの有無、グラフィック品質・コース・風景・天候変化の有無など、ゲーム内容および登場車両等にかなりの品質・仕様の差がみられる。ちなみにForza Horizonシリーズでは唯一、Xbox One X Enhancedに対応していない。また、2023年8月22日にオンラインサービスを終了した。
Xbox One版は前作「Forza Horizon」の開発を担当したプレイグラウンドゲームが引き続き開発を手掛けており、Forza Motorsport 5を基にしたゲームエンジンが使用されている一方、Xbox 360版Forza Horizon 2はXbox One版を基にスモウ・デジタルが移植作業を担当しており、Xbox 360版Forza Motorsport 4を基にしたゲームエンジンが組み込まれている。
2018年9月にライセンスの失効によりデジタル版ゲーム本編とダウンロードコンテンツの販売が終了した。(カーパックを含むDLCを販売が終わるより前に購入したユーザーは、購入した履歴のあるアカウントから再ダウンロードして遊ぶことができる。)

## ゲームシステム
オープンロード型で、「ホライゾン・フェステバル」のイベントに参戦して、優勝を目指すことになる。
今作は、各地域で行われる、チャンピオン・シップに参加する「ロードトリップ」という形に変更された。
開催場所は1回目のフィナーレ後は主人公が自由に選択できる。
前作に引き続き、車の購入やアップグレードが有料でできる。
また、カーブ直前にブレーキがかかり、カーブを曲がれる速度まで減速する「オートブレーキ」や推奨ライン表示、正面衝突等でプレイヤーの車がクラッシュしても、時間を巻き戻して再プレイすることが可能である。
自分とライバル車の難易度の設定ができる。
DLCで購入した車両は最初の1台に限り、ゲーム内クレジットを使わずに入手できる。
オンライン
今作からシングルプレイモードとオンラインプレイモードを瞬時に切り替えることができるようになった。

### 演出面
Xbox One版は解像度1080pで表示できる。時間帯の概念のほかにも、走行中に天気が変わる演出が加えられた他に、事故を起こした際は窓ガラスにヒビが入る。

## 舞台

### フランス
- シストロン

マップ北西部の高台に位置する古都シストロン。
レンガ造りの塔や、石畳の道があり活気のある町並みが特色。
- ニース

マップの南西にあるリゾート地。
- サン・マルタン

ニース北東に位置する別荘地のような街。
北部に飛行場、南部にはゴルフ場を有する。
- イズラ・テンペスト

DLCの「ストーム・アイランド」の舞台である孤島。ニースからは船で行くことになる。民家が少なく島の半分以上が、自然に囲まれている。また、舗装された道路もほぼなく、ほとんどが砂利道やダートである。天候が変わりやすいのも特徴で、突然の暴風、濃い霧の発生、強い雨が降ることがある。

### イタリア
- カステレット

マップの南東にある港町。
- モンテリーノ

マップの北東にある小さな町。北側には城跡がある。
- サン・ジョヴァンニ

Festival北部に隣接した古風な街。

## イベントの種類
- ストリート・レース[6]
- クロス・カントリー・レース
- ラップ・レース
- ショーケース・イベント

：指定された車で、機関車、農薬散布機、戦闘機(曲技飛行隊)、気球、大型輸送機とレースをすることになる。
- バケット・リスト

：ドライビング・スキルを披露するイベント。全部で30個ある。開始地点に車が止められていて、それに乗り、タイム・アタックやスピード、ドリフト測定等の種目にチャレンジすることになる。他には、プレイグランドのバケット・リストもある。

## 登場人物
主人公
白人男性のドライバー。名前はつけられていない。一回目のフィナーレ以降はベンからホライゾン・フェスティバルの責任者を任せられることになる。前作とは容姿が異なっているので、別の人物である。
アイーシャ
女性メカニック。ホライゾンのガレージ・サービスの責任者。主人公の車にカスタマイズやアップグレードを有料でしてくれる他にオート・ショーでの車の販売もしている。愛車はジープ・ラングラー。
ベン
白人男性。ホライゾン・フェスティバルの主催者。実力あるレーサーでもある。主人公とは友人関係のようで、「君はただ者ではないと思っていたよ」と言い、高く評価したり、レース終了後は、ほめてくれたり、様々な助言や案内などして手助けしてくれる。一回目のフィナーレ以降は、フェスティバルの責任者に主人公を抜擢する。二回目の最終レースで一緒に走ることになる。愛車はランボルギーニ・アヴェンタドール・LP 700-4。
レーサー
主人公のライバル。男性と女性がいる。ムービー・シーンで登場している。

## 登場メーカー
| 今作では200車種以上の車が収録されている。 - アバルト - アキュラ - アルファロメオ - アメリカン・モーターズ - アストンマーティン - アウディ - BMW - ブガッティ - ビュイック - キャデラック - シボレー - ダッジ - フェラーリ - フォード - ヘネシーパフォーマンス - ホンダ - ハマー (自動車) - 現代自動車 - ジャガー - ジープ - ケーニグセグ - ランボルギーニ - ランチア - レクサス - ロータス | - マセラティ - マツダ - マクラーレン - メルセデス・ベンツ - ミニ - 三菱 - 日産 - ノーブル・オートモーティブ - オールズモビル (自動車) - パガーニ - プリムス - ポンティアック - ポルシェ - ルノー - RUF - シェルビー・アメリカン - ボクスホール - 富士重工業 - テスラモーターズ - トヨタ - TVR - フォルクスワーゲン |

## 登場する自動車以外の乗り物
何れもショーケース・イベントにてレースをすることになる。
- 気球
- 農薬散布機
- 戦闘機
- 機関車
- 大型輸送機

## ラジオ局
- Xbox 360版は、3局のラジオを聴くことができる。
- Xbox One版では、最初は3局だが、レースを進めていくとラジオ局が追加されていく。

### Horizon Pulse
レイドバック・ポップス
- "Come Alive" by クローメオ
- "Jealous"by クローメオ
- “I Might Survive (Goldroom Remix)” by Architecture In Helsinki
- “Busy Earnin'” by Jungle
- “The Heat” by Jungle
- “Luna” by Bombay Bicycle Club
- “The Mother We Share” by CHVRCHES
- “Free Your Mind” by Cut Copy
- “Love Sublime (feat. Nile Rodgers & Fiora)” by Tensnake
- “Bridge & Tunnel” by Holy Ghost!
- “Never” by Phonat
- “Can't Beat The Old School (feat. Jasper Wilde)” by Bo Saris
- “Operators” by Jetta
- “Always (Classixx Remix)” by Panama
- “Brighter Days” by Saint Raymond
- “Pica Disco” by Lazyboy
- “Klapp Klapp” by Little Dragon
- “With You Forever” by Pnau
- “Wolves (feat. Youngblood Hawke) (RAC Remix)” by Digitalism
- “Nitrous” by Nick Mulvey
- “Sea” by Roosevelt
- “The Phoenix” by Pyramids

### Horizon Bass Arena
エレクトロ&テクノ
- “I Got U feat. Jax Jones” by Duke Dumont

- “Still (Richy Ahmed Remix)” by Katy B
- “Hey Now (Arty Remix)” by London Grammar
- “Only For You” by Mat Zo
- “Touch (Grum Remix)” by Shift K3Y
- “NRG” by Duck Sauce
- “Changes” by Faul & Wad Ad & Pnau
- “Crisis” by Turtle
- “Thinking About It” by Just Kiddin

- “Running (Disclosure Remix)” by Jessie Ware
- “Satisfy” by Nero
- “F.A.T. (Original Mix)” by Pryda
- “36” by Redlight
- “Hyperparadise (GANZ Flip)” by Hermitude x Flume
- “Survive” by Kidnap Kid
- “Pushing On” by Oliver $ & Jimi Jules
- “Delorean Dynamite” by Todd Terje
- “Liberate” by Eric Prydz
- “Here For You (feat. Laura Walsh) (Extended Mix)” by Gorgon City
- “Gecko (Overdrive)” by Oliver Heldens X Becky Hill
- “Aeropolis” by BeatauCue
- “Astral” by Pyramids

### Horizon XS
インディー・ミュージック
- “Hoochie Coochie” by Band of Skulls
- “Peace Keeper” by Bear Hands
- “Teenage Rhythm” by GRMLN
- “Debaser” by Pixies
- “XXX” by The Bohicas
- “Just Because” by Jane's Addiction
- “Come Closer” by Miles Kane
- “Put Me To Work” by Papa
- “Train In Vain” by The Clash
- “Red Eyes” by The War on Drugs
- “Out of the Black” by Royal Blood
- “Solemn Skies” by Childhood
- “This Much I Care” by Skaters
- “Mesmerise” by Temples
- “I Come From the Mountain” by Thee Oh Sees
- “It's Been So Long” by TOY
- “Take It Or Leave It” by Cage The Elephant
- “Get Away” by Circa Waves
- “All Day” by Tom Williams & The Boat
- “Fool For You” by Wild Smiles

### Hospital Recordos Radio
ドラム
- “Move Around feat. Ian Shaw” by Camo & Krooked
- “Like A Byrd” by Danny Byrd
- “Spoken (S.P.Y. Remix)” by Etherwood
- “Hydra” by Fred V & Grafix
- “Recognise” by Fred V & Grafix
- “The Road Goes On Forever” by High Contrast
- “Nocturne” by Keeno
- “Out Of Nowhere” by Keeno
- “Seasons (feat. Lifford)” by Logistics
- “Somersaults” by Logistics
- “Yikes!” by London Elektricity
- “Believe” by Metrik
- “Slipstream” by Metrik
- “Roundabout” by NuTone
- “Valence” by NuTone
- “Photone Recruits (Phace Remix)” by Rawtekk
- “Break Em” by Reso
- “Lunar” by Royalston
- “Cold Harsh Air feat. Total Science & Grimm” by S.P.Y.
- “Love Life” by Netsky

### Innovative Leisure Radio
LAベースのインディー・レーベル
- “Crawling After You” by Bass Drum Of Death
- “Electric” by Bass Drum Of Death
- “Everything's The Same” by Bass Drum Of Death
- “Lose My Mind” by Bass Drum Of Death
- “All You're Waiting For” by Classixx
- “Dominoes” by Classixx
- “Stranger Love (RAC Remix)” by Classixx
- “Better At Making Time” by De Lux
- “It All Works All The Time” by De Lux
- “Moments” by De Lux
- “Other Side” by Feeding People
- “Build, Destroy, Rebuild” by Hanni El Khatib
- “Family” by Hanni El Khatib
- “Pay No Mind” by Hanni El Khatib
- “Reassuring” by Jim-E Stack
- “Some Place” by Nick Waterhouse
- “Eclipse Blue feat. Kazu Makino” by Nosaj Thing“Geri” by Superhumanoids
- “So Strange” by Superhumanoids
- “Cherry Street” by Tijuana Panthers

### Ninja Tune Radio
ブリティッシュ・インディー
- “Better Days To Come” by Andreya Triana
- “True Skool (feat. Roots Manuva)” by Coldcut
- "Spinnaker” by John Matthias
- “Friday Fish Fry” by Kelis
- “After Dawn” by Letherette
- “Champion Nibble” by Mr Scruff
- “Wannamama” by Pop Levi
- “Krunk Guide” by Roots Manuva
- “Rick Rubin (Radio Version)” by Spank Rock
- “We Can Make It Out (Yppah Remix)” by Spokes
- “Can You Seen Straight” by The Death Set
- “How You Like Me Now” by The Heavy
- “Wings” by The Invisible
- “Renegade” by The Qemists
- “Take It Back” by Toddla T
- “That Girl” by Two Fingers“F.I. (Instrumental Mix)” by Wiley
- “Again With Subtitles” by Yppah
- “Luxelife” by Kid A
- “Sun Models (feat. Madelyn Grant)” by ODESZA

### Radio Levante
クラシック音楽
- “Lohengrin - Prelude” - Richard Wagner
- “Overture, The Marriage of Figaro” by Wolfgang Amadeus Mozart
- “Symphony No. 41, Allegro Vivace” by Wolfgang Amadeus Mozart
- “Symphony No. 8 in G major, Allegro con brio” by Antonin Dvorak
- “Concerto for 4 Violins, I. Allegro” by Antonio Vivaldi
- “Flute Concerto in F Major” by Antonio Vivaldi
- “Symphony No. 9, Andante Allegro” by Franz Schubert
- “Carmen Suite No. 1: V. Les Toreadors” by Georges Bizet
- “Overture, La Cenerentola” by Gioachino Antonio Rossini
- “Overture, The Barber of Seville” by Gioachino Antonio Rossini
- “Symphony No. 2, Finale, Allegro con spirito” by Johannes Brahms
- “The Flower Duet (Lakme)” by Leo Delibes
- “Pictures At An Exhibition - The Great Gate Of Kiev” by Modest Petrovich Mussorgsky
- “Ride of the Valkyries” by Richard Wagner
- “Symphony No. 35, Finale (Presto)” by Wolfgang Amadeus Mozart
- “William Tell Overture” by Gioachino Antonio Rossini
- “L'Estate, Summer, Le Quattro Stagioni” by Antonio Vivaldi
- “Symphony No. 3 in E flat major, Allegro con brio” by Ludwig van Beethoven
- “Symphony No. 5 in C minor, Allegro presto” by Ludwig van Beethoven
- “1812 Overture” by Pyotr Illich Tchaikovsky

## Xbox One版

### 限定版
通常版以外にも、アルティメット版とデラックス版がダウンロード販売されており、マーケット・プレイスから購入可能。
アルティメット版は、
- カーパス
- VIP メンバーシップ
- 7つのカーパック

が含まれている。
また、デラックス版では、VIPメンバーシップとアプリのForza HUBが含まれている。

### Forza Horizon 2: 10 Year Anniversary Edition
Forza Horizon 2に「Forza」シリーズ10周年を記念した「10周年記念カーパック」を同梱したもの。2015年10月15日にパッケージ版・ダウンロード版共に発売された。

### 廉価版 (Greatest Hits)
人気ソフトの廉価版シリーズ「Greatest Hits」として2017年9月7日にパッケージ版が発売予定。「Forza Horizon 2 10 Year Anniversary Edition」に同梱された10周年記念カーパックのご利用コードがグレイテストヒッツにも同梱される。
10周年記念カーパック収録車種
- 2008 Aston Martin DBS
- 2013 Audi R8 Coupe V10 plus 5.2 FSI Quattro
- 2013 Audi RS 7 Sportback
- 2012 BMW M5
- 2009 Ferrari 458 Italia
- 2005 Honda NSX-R
- 2014 Lamborghini Huracan LP 610-4
- 2013 McLaren P1
- 2003 Nissan Fairlady Z
- 2013 SRT Viper GTS

## Xbox 360版
- ゲーム・システム、レースやバケット・リストの内容、マップの構成が一部異なる。
- ムービーの音声が英語のまま(字幕は日本語)。
- レースや車の種類が少ない。但しOne版にはプレイアブルとして登場しない車に乗れる(2009 FORD FIESTA ZETEC Sなど)。
- 発売後にDLCの配信がされず、Forza Rewardにゲーム・ステイタスが反映されないとの公式発表があったが[11]、後述する外伝版は配信された。
- 前述のように天候変化がなく、晴天のみとなっている。
- 道路外の走行可能な範囲が狭い。
- Drivatar システムがない。
- 車の乗り換えはいつでも可能。

## DLC
2018年10月2日を以って、トークン以外のDLC販売を終了した。

### 2014年10月7日
- モービル・カーパック[12]

### 2015年3月17日
- マツダ・MX-5・カーパック（無料）[13]

### 2015年2月4日
- Top Gear・カーパック[14]

### 2015年4月7日
- Forza Horizon 2 Furious 7 カー パック[15]

### 2015年5月
- アルピネスター・カーパック(5月5日)[16]

- プレオーダー・カーパック（19日）[17]

### 2015年6月10日
- ポルシェ拡張パック[18]

### 2015年8月5日
- Playground Select Car Pack

## ユニコーンカー(Xbox One版のみ)
- 2010 Nissan G-Shock 370Z

「2010 Nissan G-Shock 370Z」は、ローンチ対象国でXbox Oneを購入したユーザーの中からランダムで贈られたクルマであるため、DLC販売など、他に入手手段はなかった。但し、バケットリストのイベントに限りではあるが使用はできる。

## Storm Island
- 2014年12月に有料配信された拡張パック[19]。
- ニースから離れた孤島のイズラ・テンペストで行われるダート・レースに参戦することになる[20]。
- 新しい車やバケット・リストが追加されている。

## 外伝版
- 2015年3月27日、映画のワイルド・スピードとタイアップした,「Forza Horizon 2 Presents Fast & Furious」が配信された[21]。こちらはXbox 360でもダウンロードとプレイが可能であり、2015年4月3日に公開されたワイルド・スピード SKY MISSIONを記念して、2015年4月10日までは無料配信された[22]。
- 4月10日以降は有料配信であったが、2019年9月現在ダウンロード不可能となっている。
- 登場車両は映画に出てるものである。
- マップ範囲はニースとその周辺のみ。
- 主人公はメカニックであるテズ・パーカーから依頼された車10台を入手するためにストリート・レース、周回レース、1対1とのレース、攻撃ヘリコプターとのショーケース・イベントやスピード・チャレンジ、タイム・アタックに参戦することになる。
- 6つのバケット・リストがある。
- Xbox OneとXbox 360とではゲーム内容とマップ内の地形が一部異なっている。

## オンライン
- 世界中のプレイヤーとレースができる[23]。
- シングル・プレイから瞬時に切り替えができる。

## デモ版
- レース2つ、ショーケース・イベント、バケット・リスト1つがプレイできる。
- ドライブできる範囲が限られている。
- 2018年10月を以って配信終了。